# Woonoord Atatürk

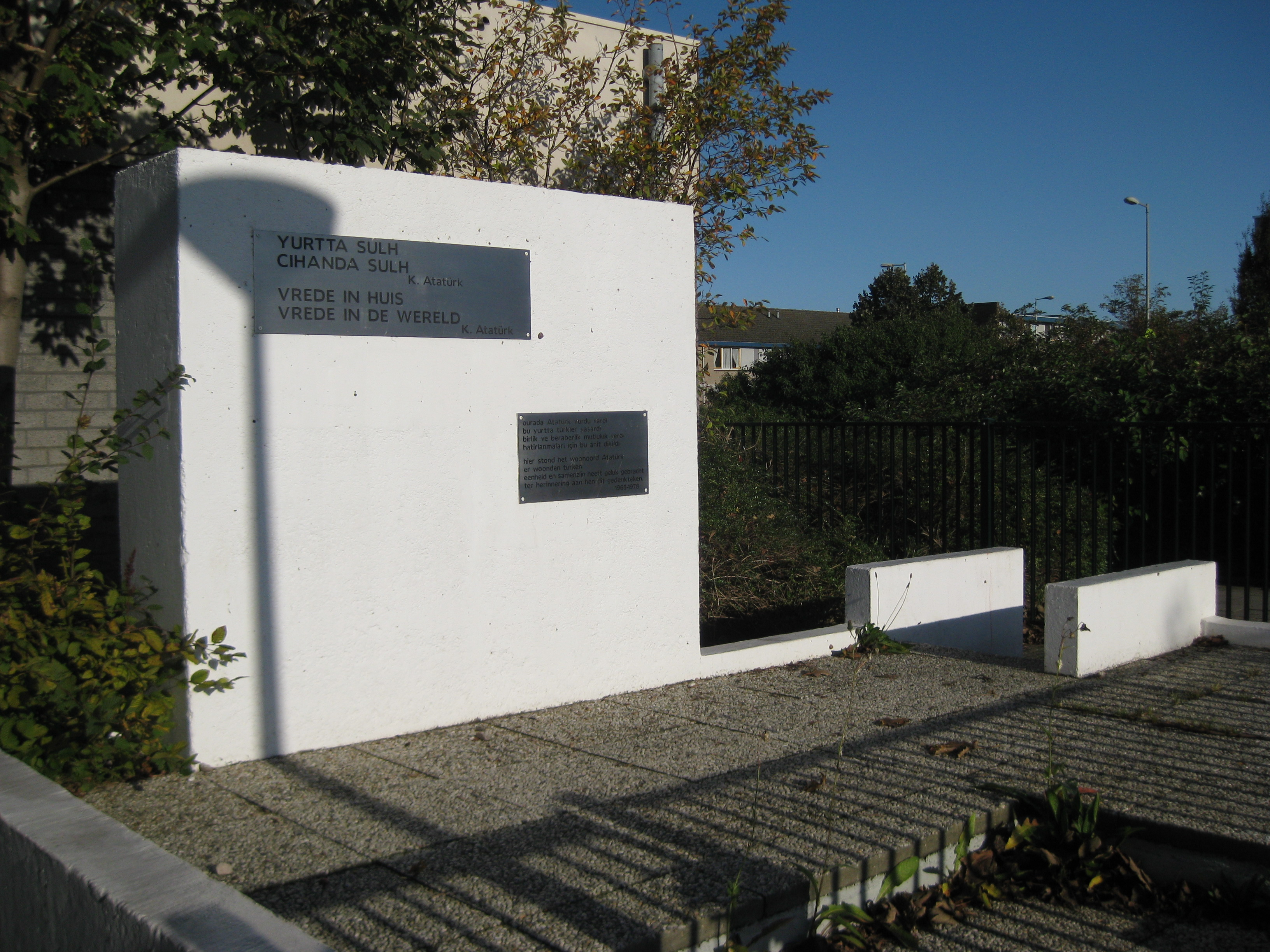
Monument woonoord Atatürk

Woonoord Atatürk was een kamp in Amsterdam-Noord voor Turkse gastarbeiders. Het kamp, vernoemd naar Mustafa Kemal Atatürk (grondlegger van de Turkse republiek), bestond uit 34 afzonderlijke barakken, die elk plaats boden aan acht man. Ook waren er een gezamenlijke badgelegenheid, een kantine en een kleine moskee.
De plek waar het barakkenkamp stond wordt tegenwoordig gemarkeerd door het Gedenkteken Atatürk ter herinnering aan het kamp en zijn bewoners. Op het monument staat er een citaat van Atatürk in het Turks en in het Nederlands: "Vrede in huis, vrede in de wereld".

## Geschiedenis
In de jaren 60 en 70 van de 20e eeuw kwamen veel Turkse gastarbeiders naar Nederland om met name in de zware industrie te werken. Om de gastarbeiders die in Amsterdam een betrekking hadden gevonden onderdak te bieden werd in 1965 aan de Klaprozenweg een barakkenkamp opgetrokken. In eerste instantie werkten deze gastarbeiders voornamelijk bij de bouwbedrijven Indeco-Coignet en Intervam, maar omdat de opdrachten in de bouw achterbleven werden er later voornamelijk Turkse gastarbeiders gehuisvest die op de nabijgelegen scheepswerf NDSM werkten.
Vanaf midden jaren 70 voerde de Nederlandse regering een beleid van gezinshereniging; de Turkse mannen lieten hun gezinnen overkomen en vestigden zich met hun gezin elders, mede gezien de financiële zorgen bij de NDSM. Het woonoord werd hiermee overbodig en sloot in 1978 zijn deuren.
In 1988 kreeg de verbindingsstraat tussen de Klaprozenweg en Strekkerstraat de naam Atatürk.